# Poznań
Pour les articles homonymes, voir Poznań (homonymie).
« Posen » redirige ici. Pour les autres significations, voir Posen (homonymie).
Poznań (prononcé en polonais : /ˈpɔznaɲ/  ; en allemand Posen ; parfois appelée en français Posnan, ou Posnanie), est l’une des plus anciennes et grandes villes polonaises, située dans l’Ouest de la Pologne, sur la Warta. Avec Cracovie, c’est l’un des berceaux de l’État polonais moderne, métropole de la région historique de Grande Pologne (elle aussi appelée également « Posnanie ») et chef-lieu de la voïvodie de Grande-Pologne et du powiat de Poznań (même si elle ne fait pas partie de son territoire, car la municipalité de Poznań constitue le powiat-ville de Poznań). La ville est divisée en 42 quartiers (osiedle).
Avec plus de 500 000 habitants, Poznań est la cinquième ville de Pologne, après Varsovie, Cracovie, Łódź et Wrocław. Elle se situe aussi sur l'axe de communications Berlin-Varsovie-Moscou et à un peu plus de 160 kilomètres de la frontière allemande.
Aujourd'hui, Poznań constitue un important centre de l’industrie, de la culture, de l’enseignement supérieur et des sciences. Dans la ville, il y a  25 écoles supérieures, dont 8 publiques. La plus grande est l’Université Adam-Mickiewicz. Chaque année, la ville accueille la Foire internationale de Poznań (en). Fondée en 1920, elle est l'événement le plus important dans la vie industrielle et commerciale de Pologne. Poznań est également l'un des plus anciens organisateurs de salons en Europe. À Poznań se tiennent les Concours internationaux de violon Henryk Wieniawski. Il convient aussi de mentionner un autre festival à portée internationale : le Festival international des arts performatifs « Malta ».

## Histoire
| Appartenances historiques Civitas Schinesghe avant 1025 Royaume de Pologne 1025-1138 Duché de Grande-Pologne 1138-1320 Royaume de Pologne 1320–1569 République des Deux Nations 1569–1793 Royaume de Prusse 1793-1807 Duché de Varsovie 1807-1815 Grand-duché de Posen ( Royaume de Prusse) 1815-1848 Royaume de Prusse 1848-1871 Empire allemand 1871-1918 Pologne 1918–1939 Troisième Reich 1939-1945 Pologne populaire 1945-1989 Pologne 1989-présent |

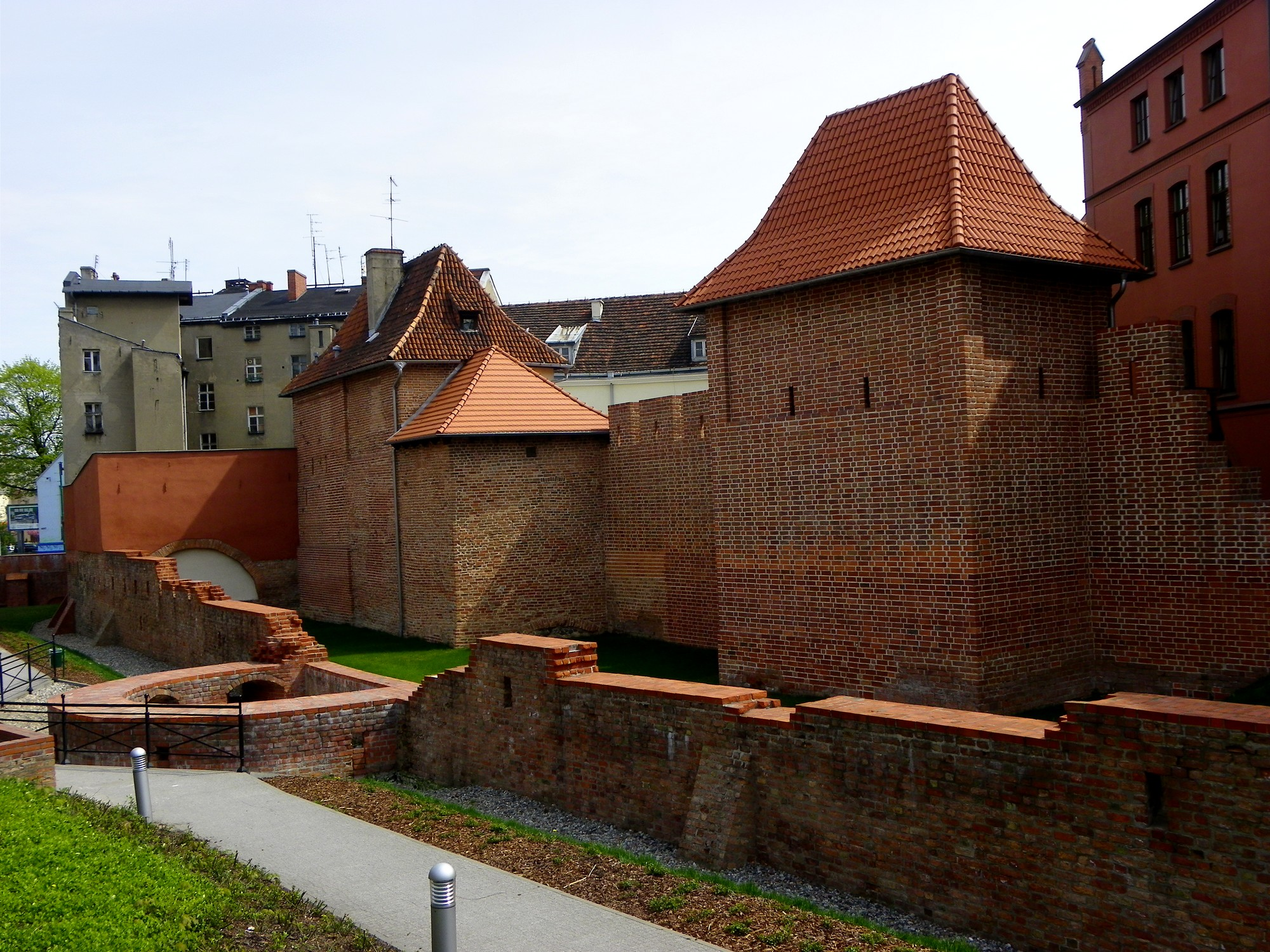
Les anciens remparts de la ville.

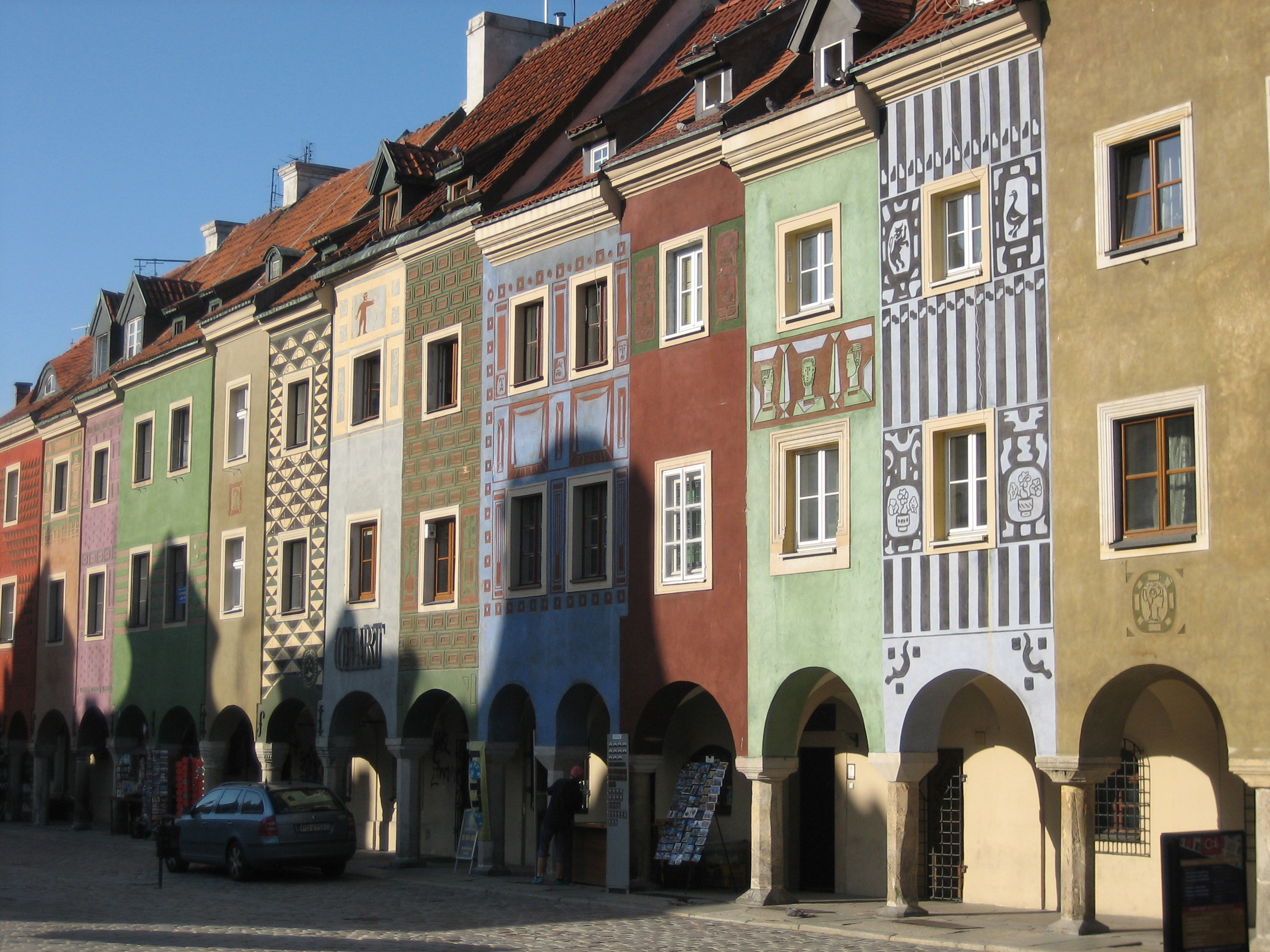
Les maisons de la place du Marché.

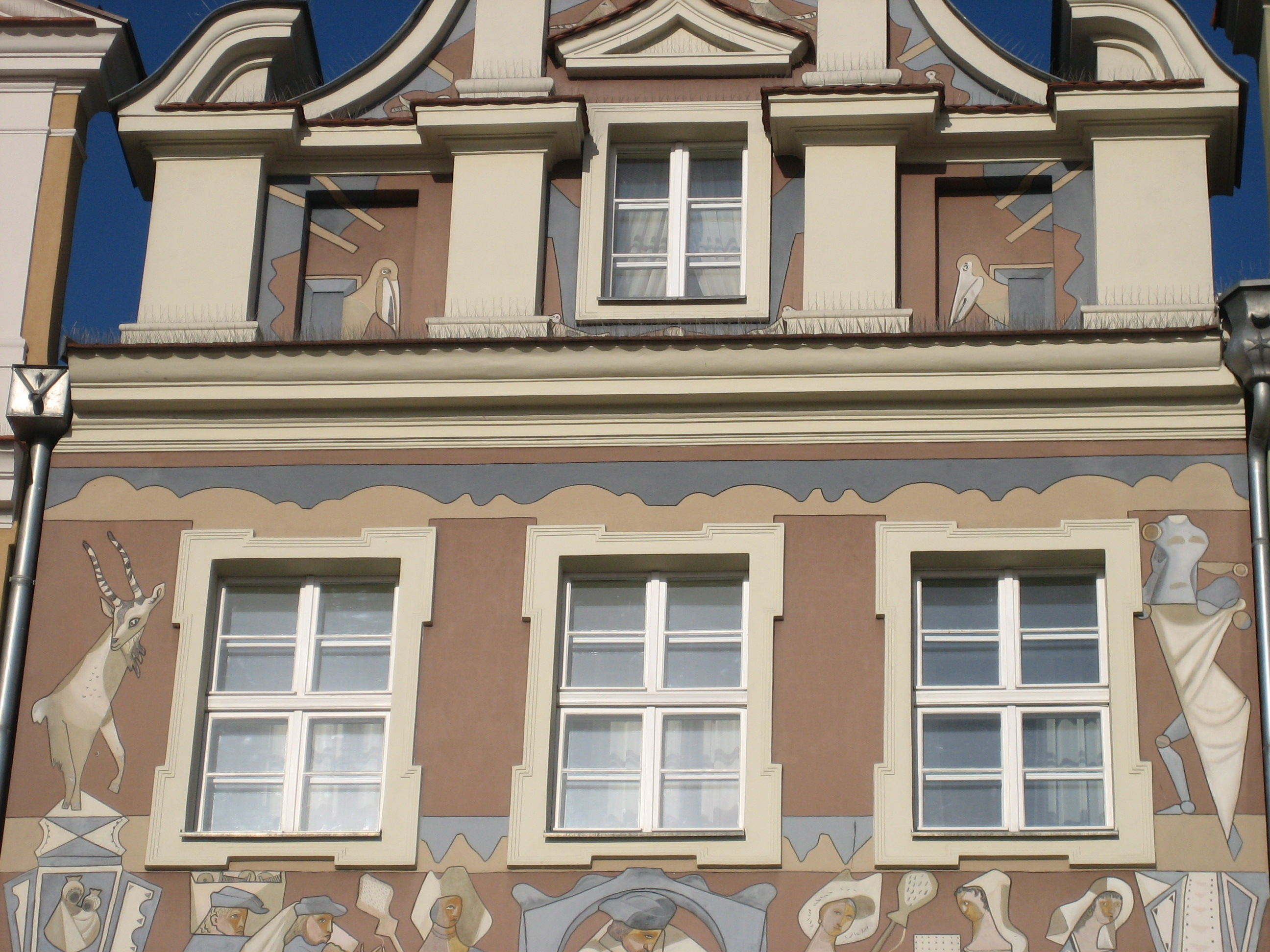
Une maison sur la place du Marché.

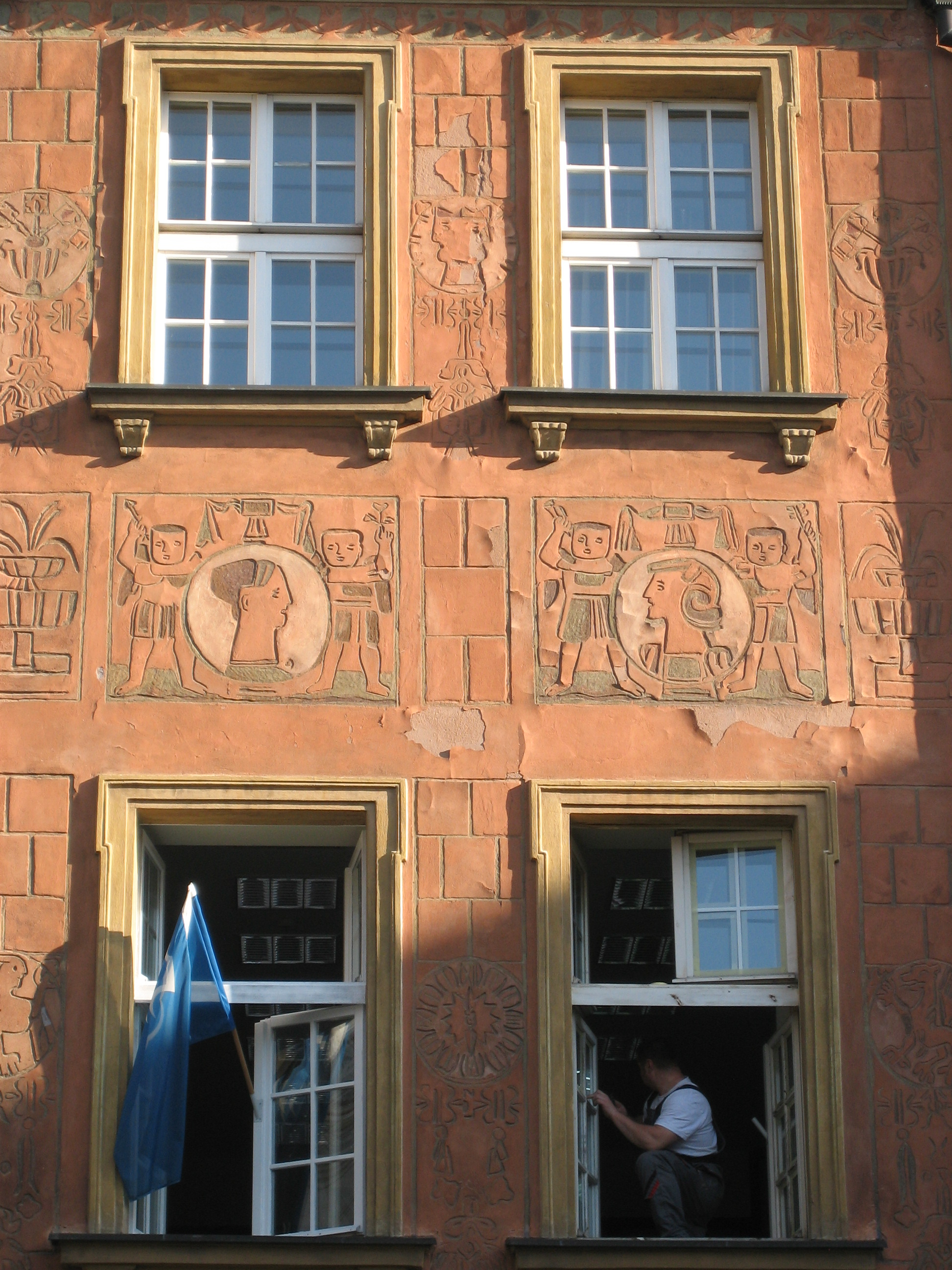
Détail d'une maison sur la place du Marché.

Les origines de Poznań sont étroitement liées aux débuts de l'État polonais. Les premières bourgades slaves découvertes dans la région datent du IXe siècle : un château fut alors construit sur Ostrów Tumski, île sur la Warta. Le développement de la ville débuta au temps du prince Mieszko Ier et du roi Boleslas le Vaillant, les premiers souverains polonais. Dès 968, un évêché y fut fondé. Poznań était alors un des deux centres clés de l’État polonais ; l'autre était Gniezno.
Les XIVe et XVe siècles furent une période faste pour Poznań qui s'enrichit grandement sous les Jagellons. Mais la ville dut endurer au XVIIe siècle les guerres suédoises, et ne put retrouver sa prospérité qu'au XIXe siècle.
Après avoir appartenu durant plus de deux siècles à la république des Deux Nations (au sein de la voïvodie dont elle est la capitale), la ville se retrouva sous l'administration prussienne lors du second partage de la Pologne à partir de 1793. De 1807 à 1815, Posen fut rattaché comme département au duché de Varsovie par Napoléon Ier, mais après la chute du Premier Empire français, elle retomba sous la domination prussienne. De 1815 à 1848, la ville devient la capitale du grand-duché de Posen puis celle de la province de Posnanie. Elle était alors souvent désignée en français sous son nom allemand de Posen. En 1831, le choléra fit plus de 500 morts pour une population d'environ 30 000 résidents dont le maire de la ville, Ludwig Tatzler (1763-1831) et le generalfeldmarschall August Neidhardt von Gneisenau.
Jusqu’en 1840, la province de Posnanie, dotée d’une assemblée provinciale et d’un gouverneur polonais, jouit d’une large autonomie. Après 1840, la Prusse, reprenant la politique de Frédéric II, y établit des colons allemands et supprima l’égalité des langues. En 1848, la Posnanie s’insurgea contre la Prusse, mais l’échec du soulèvement provoqua un renforcement de la germanisation. Elle fut particulièrement forte sous l’Empire allemand (depuis sa proclamation de 1871 jusqu'à sa défaite en 1918) qui a soumis la province de Posnanie à de vigoureuses campagnes de germanisation dont le principal vecteur a été l’école allemande. L'extension de l'enseignement religieux en allemand occasionna en Posnanie des grèves scolaires de grande ampleur (1901-1906), déclenchée dans la ville de Września (Wreschen).
La germanisation s'illustra également dans l'architecture : en effet, de nombreux monuments ont été bâtis entre la gare et le centre ancien, tels que l'université (inspirée par la Renaissance hollandaise), le théâtre (datant de 1910, néo-classique), la Commission de colonisation (surmontée d'une imposante coupole), le palais impérial (de style néo-roman, dont la tour fait 73 mètres de haut).
La ville et la province de Poznań redeviennent polonaises avec l'insurrection de Grande-Pologne de 1918-1919. Le traité de Versailles confirme ce rattachement en 1919.
Du 1er novembre 1939 au 20 février 1945, la ville, renommée Posen par les autorités allemandes, devient le chef-lieu du Reichsgau Wartheland, constitué de territoires polonais annexés au Reich  et dirigé par Arthur Greiser.
En janvier 1945, les unités allemandes stationnées dans la ville doivent affronter un siège meurtrier, qui se termine par la conquête de la ville par les unités soviétiques à la fin du mois de février 1945.
Le 28 juin 1956 éclata un soulèvement populaire contre la présence soviétique, violemment réprimé par le nouveau régime communiste.
Le 20 novembre 2020, le quartier-général avancé en Europe du Ve Corps d'armée des États-Unis y est inauguré.

## Économie
L’industrie textile y est présente aux côtés des nouvelles technologies avec notamment Microsoft et IBM, et de l'automobile, avec Solaris Bus & Coach, entreprise polonaise de construction d'autobus, trolleybus, autocars de tourisme et tramways et l'usine du groupe Volkswagen AG qui y produit le Volkswagen Multivan et celle de production de bus de MAN. Avec la Foire internationale de Poznań (en) (Międzynarodowe Targi Poznańskie), Poznań est le rendez-vous d’une industrie polonaise dynamique dont l'industrie du meuble qui fait partie du top ten mondial.
Poznań est aussi un centre de design important. La ville accueille « Concordia Design » – le premier centre de design et de créativité en Pologne – et « School of Form » – école supérieure internationale de conception.
Poznań constitue un pôle économique en voie de forte métropolisation à l'image de Gdańsk, Łódź, ou de l'ensemble Silésie / Petite Pologne de Wrocław à Cracovie.

## Culture

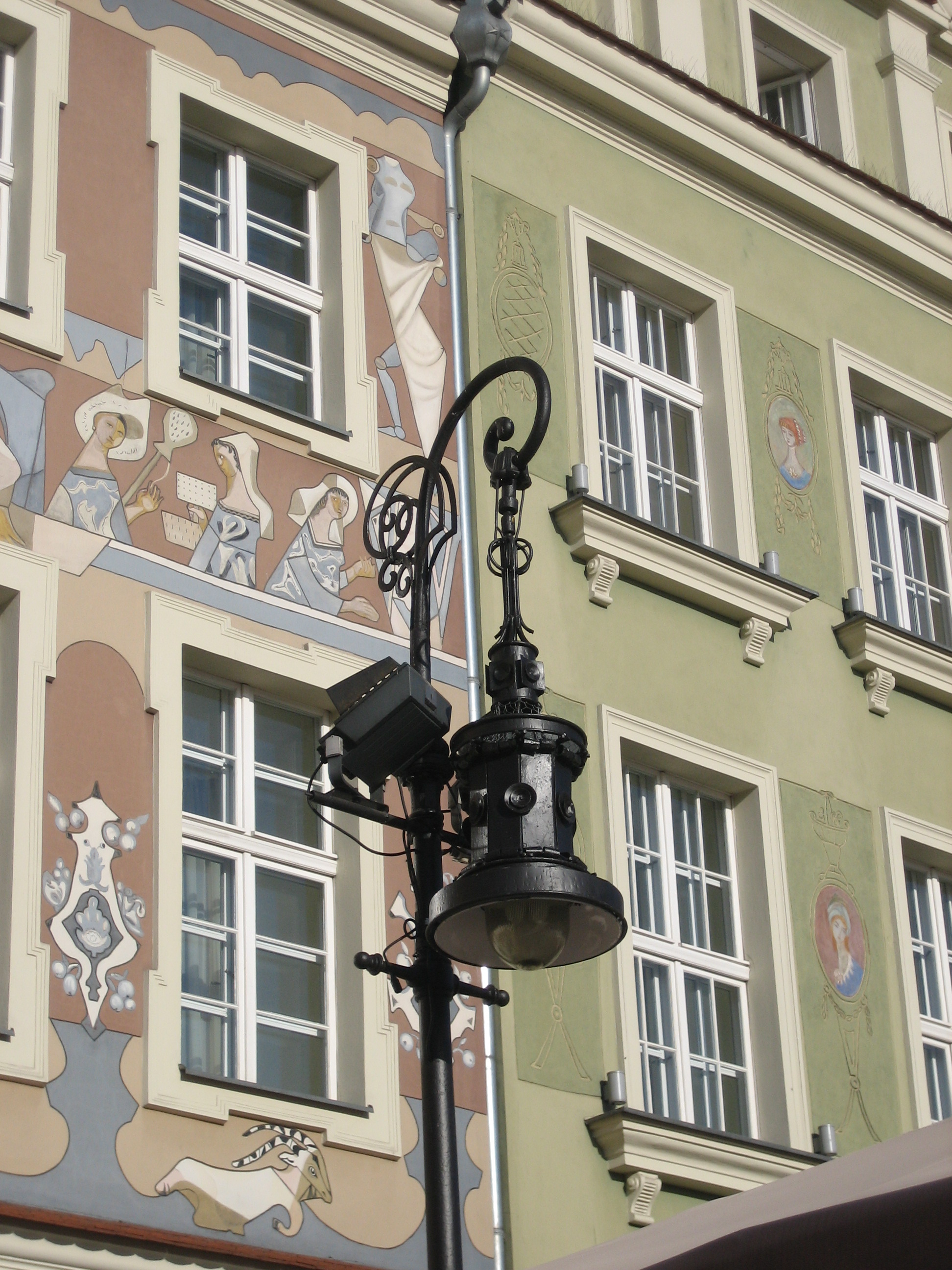
Un détail de la Place du Marché

L’université Adam Mickiewicz est une des plus réputées de Pologne.
Poznań University of Technology est issue de la plus haute école de construction de machines, fondée en 1919.
Depuis 2011, se déroule à Poznań le Festival international de théâtre francophone pour étudiants.
La ville possède de nombreux musées :
- Musée National de Poznań, rue Marcinkowski
- Musée de l’Histoire de la ville de Poznań, à l'ancien hôtel de ville, Stary Rynek (Filiale du Musée National)
- Musée des Instruments de Musique, Stary Rynek (Filiale du Musée National)
- Musée Archéologique (Palais des Górka), rue Wodna
- Musée des Arts Décoratifs, au château royal (Filiale du Musée National)
- Musée Ethnographique, rue Grobla (Filiale du Musée National)
- Musée Militaire de La Grande Pologne, Stary Rynek (Filiale du Musée National)
- Musée des Bamber de Grande Pologne, rue Mostowa
- Musée des Martyrs de la Grande Pologne – Fort VII (Filiale du Musée de la Lutte pour l’Indépendance)
- Musée de l’Insurrection de Poznań – Juin 1956 (Filiale du Musée de la Lutte pour l’Indépendance), au CK Zamek (Centre de la Culture), rue św. Marcin
- Musée du Soulèvement de Grande Pologne 1918-1919 (Filiale du Musée de la Lutte pour l’Indépendance)
- Musée de l’Armement (Filiale du Musée de la Lutte pour l’Indépendance), Cytadela Poznańska , rue Armii Poznań
- Musée de l’Armée « Poznań » (Filiale du Musée de la Lutte pour l’Indépendance), Cytadela Mała Śluza
- Musée Littéraire de Henryk Sienkiewicz (Section de la Bibliothèque Raczyński a Poznań), Stary Rynek
- Atelier Musée de Józef Ignacy Kraszewski (Section de la Bibliothèque Raczyński a Poznań), rue Wroniecka
- Appartement – Atelier de Kazimiera Iłłakowiczówna (Section de la Bibliothèque Raczyński a Poznań), rue Gajowa
- Salon de la Musique – Musée Feliks Nowowiejski, allée Wielkopolska
- Musée Archidiocésain, Ostrów Tumski, rue Lubrański
- Crypte de la Cathédrale de Poznań, Ostrów Tumski 17
- Crypte des Citoyens Méritants de Grande Pologne, église St Adalbert (Św. Wojciech en polonais)
- Musée de la Pharmacie, rue Marcinkowski
- Musée des Transports publics MPK Poznań, Dépôt des tramways rue Głogowska
- Musée de Motorisation du Club Automobile de Grande Pologne

## Monuments
- Château royal de Poznań (rue Góra Przemysła), siège du Musée des Arts Décoratifs
- Château impérial de Poznań (début XXe siècle), rue Św. Marcin, aujourd'hui CK Zamek (Centre de la Culture)
- Hôtel de ville XVIe siècle, style Renaissance, siège du Musée de l'Histoire de la ville de Poznań, Stary Rynek
- Grand Théâtre de Poznań (en) (Opéra), rue Fredro
- Théâtre Polonais de la Danse (XIXe siècle, rue du 27 Grudnia
- Théâtre Nouveau, rue Dąbrowski
- Vieille Brasserie, rue Półwiejska
- Murs de la ville (pl)
- Basilique-archicathédrale Saints-Pierre-et-Paul de Poznań
- Basilique Notre-Dame et Sainte-Marie-Madeleine
- Église de la Sainte Vierge Marie (XVe siècle), Ostrów Tumski
- Église Saint-Jean de Jérusalem (début XIIIe siècle), rue Świętojańska
- Église des Franciscains (XVIIe siècle-XIIIe siècle, rue Franciszkańska
- Collège des Jésuites (pl), place Kolegiacki. Napoléon y a résidé pendant 3 semaines en 1806
- Collégiale Saint-Stanislas, XVIIe siècle, une des églises baroques les monumentales de Pologne, rue Klasztorna
- Église des Jésuites (XIIIe siècle reconstruit début XVIIIe siècle), rue Szewska
- Église Saint-Adalbert (en) (début du XVIIe siècle), rue Wzgórze św. Wojciecha
- Église des frères mineurs (XVe siècle), rue Garbary
- Palais Górka (pl) XVIe siècle, rue Wodna. Hôtel particulier de style Renaissance, siège du Musée Archéologique
- Palais Działyński de style baroque
- Palais Mielżyńskich (pl)
- Maison de la Pesée (pl)
- Les maisons des poissonniers, Stary Rynek
- Fontaine de la Liberté, place Wolność
- Bibliothèque Raczyński (XIXe siècle), place Wolności
- Université Adam Mickiewicz (début XXe siècle), rue Wieniawski

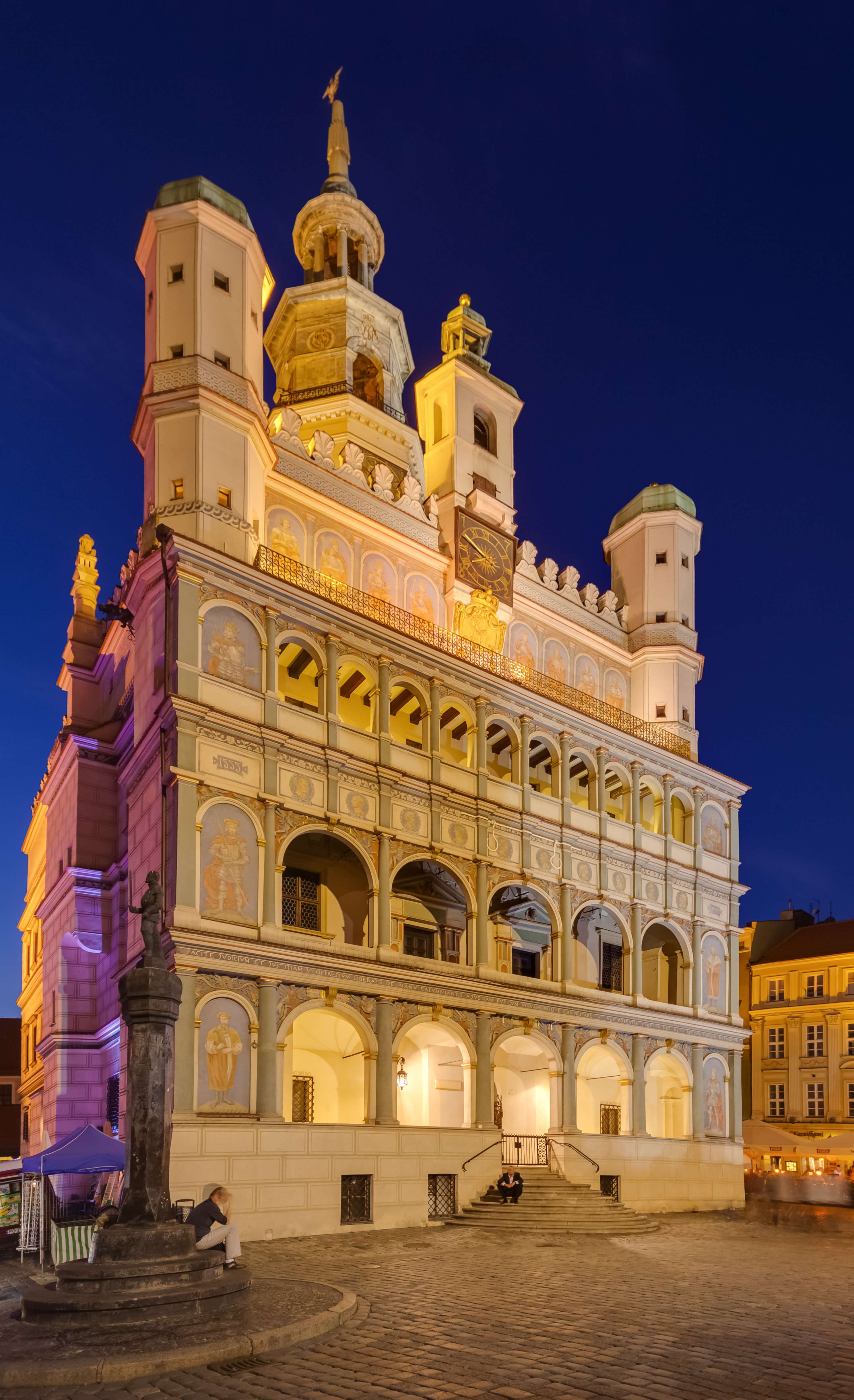
L'hôtel de ville de Poznań (XVIe siècle).
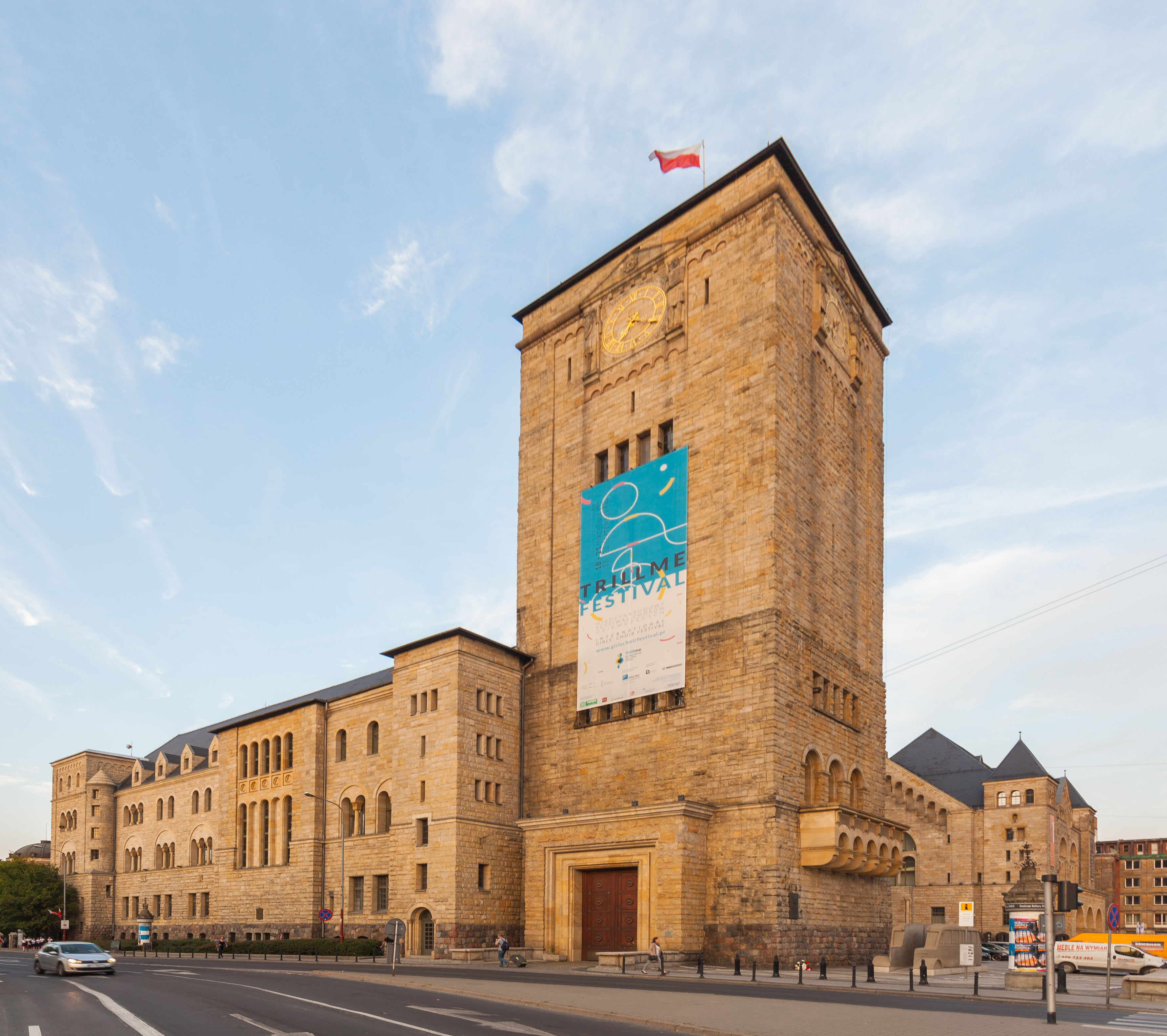
Le Palais impérial (CK Zamek).
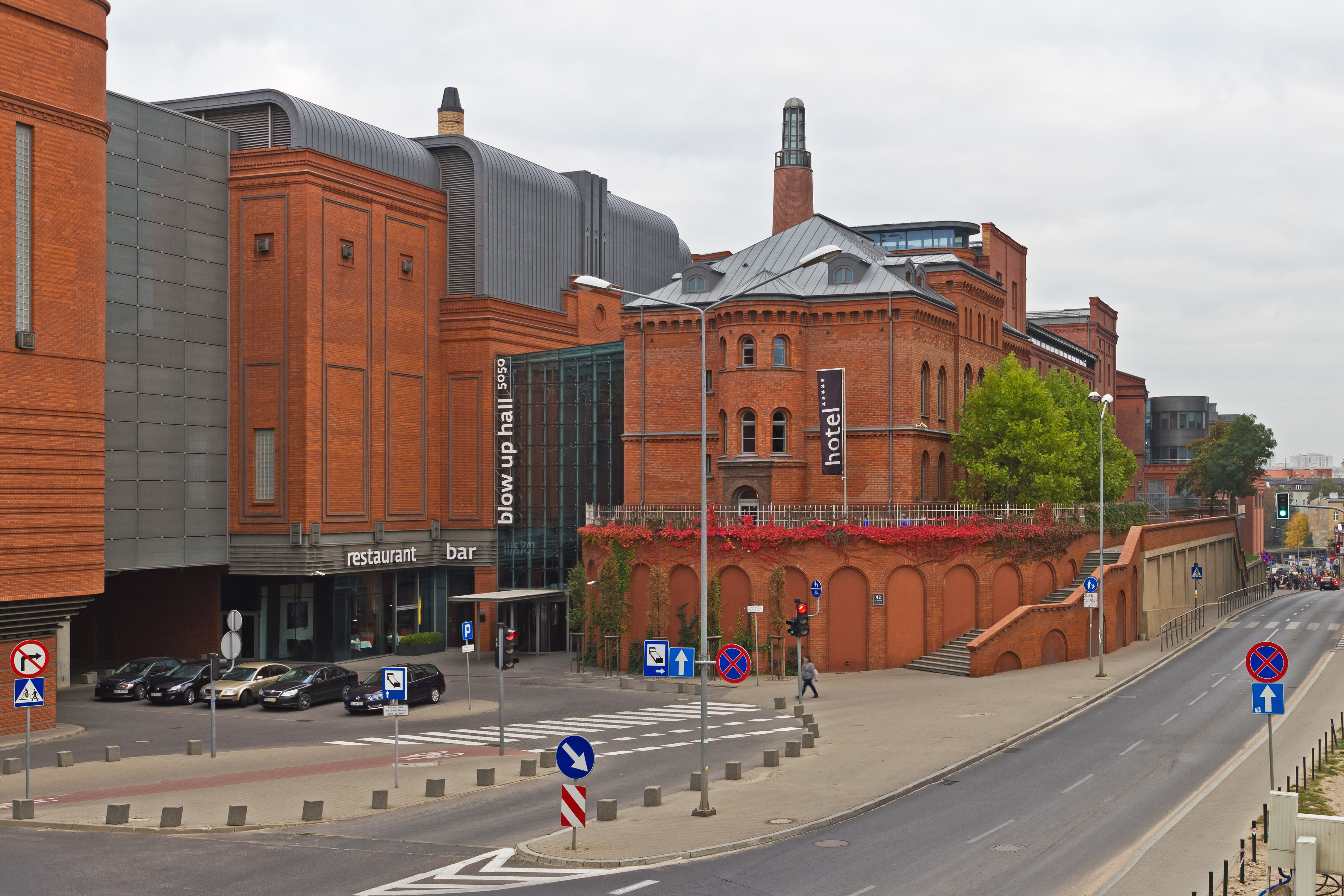
La Vieille Brasserie, transformée en centre commercial.
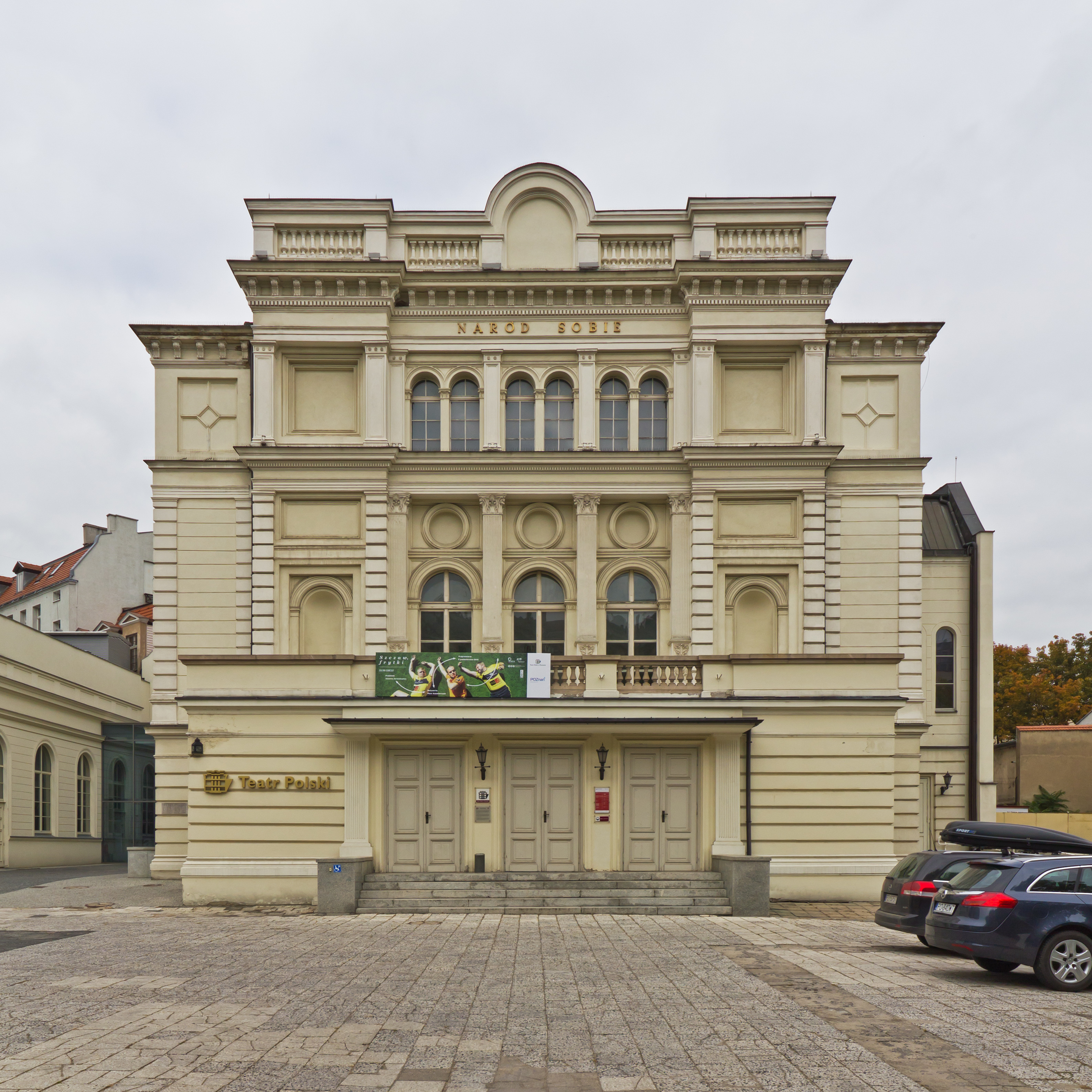
Le Théâtre polonais.
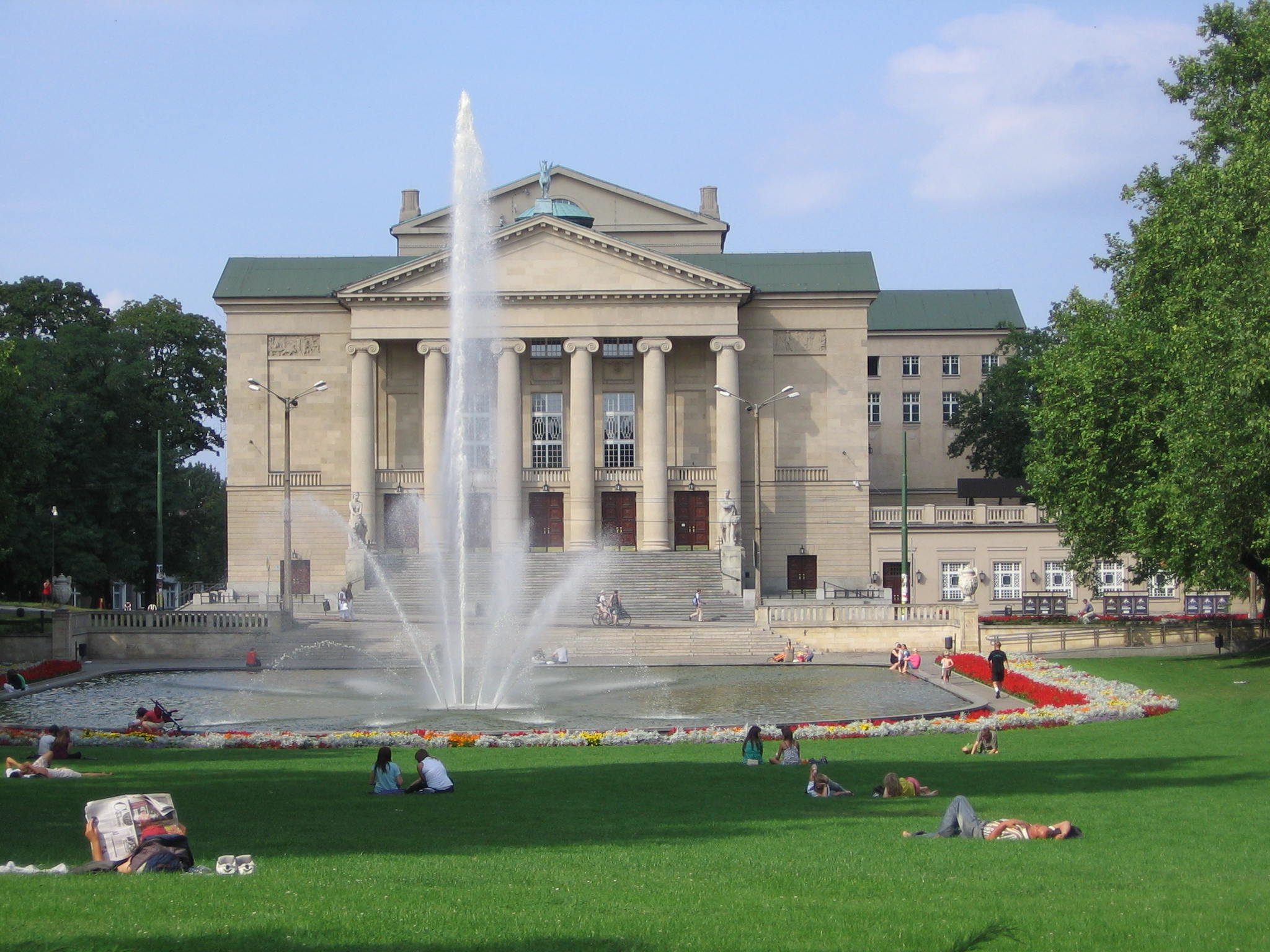
L'opéra, vu du parc-Adam Mickiewicz.

## Arrondissements

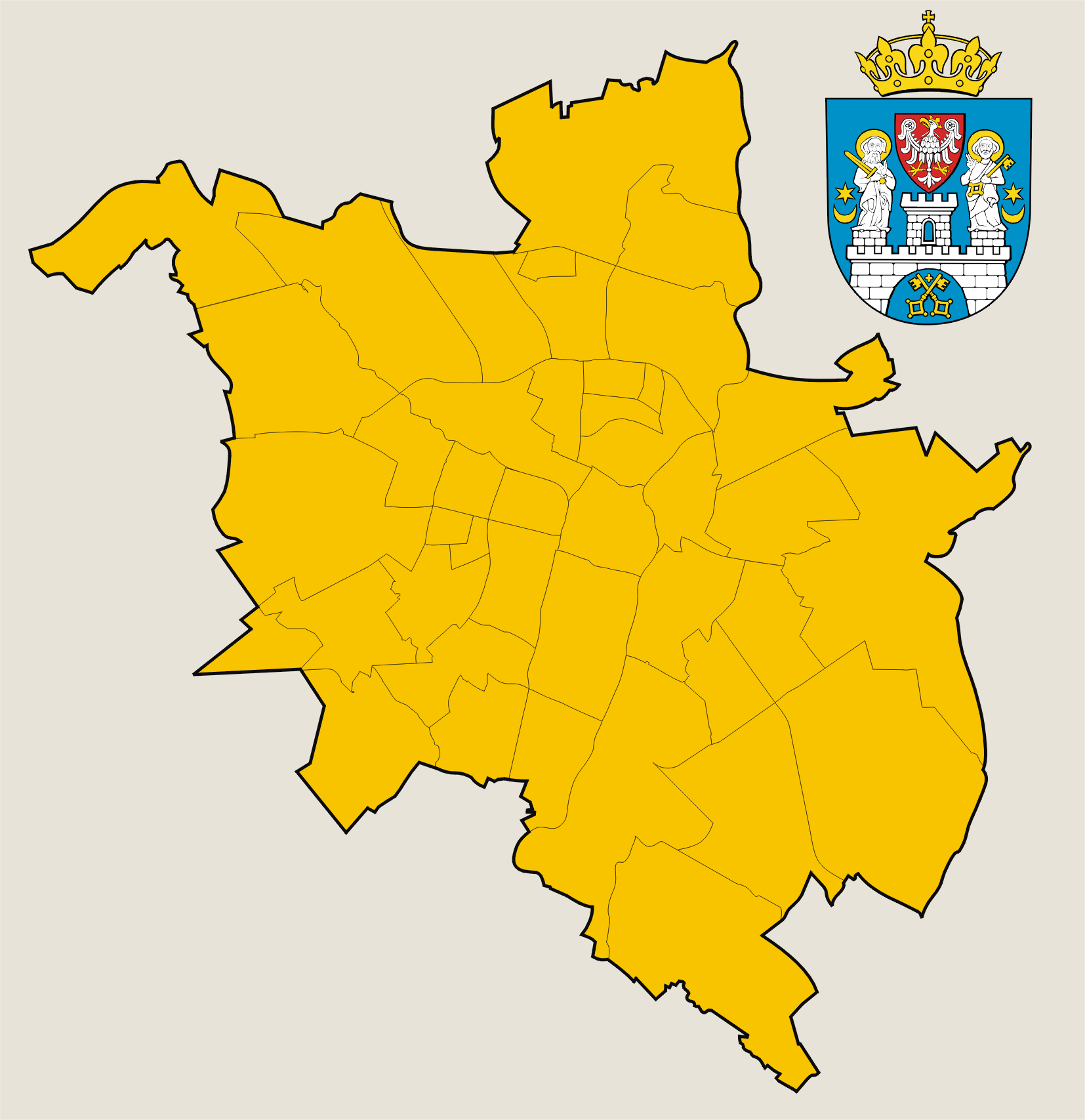
Arrondissements de Poznań.

En 1793 et 1800, les six villes autonomes de Poznań, Ostrów, Ostrówek, Śródka, Chwaliszewo, Łacina, ont été regroupées en une seule entité. La ville rapidement croissante a annexé les villages voisins de Grunwald, de Łazarz, de Górczyn, de Jeżyce, de Wilda, de Winogrady en 1900, de Piątkowo et de Rataje quelques années plus tard.
Ces arrondissements sont eux-mêmes divisés en plusieurs quartiers.

## Transports

### Aéronautique
L'aéroport Henryk-Wieniawski de Poznań dessert la ville. Il est situé à environ 7 kilomètres à l'ouest du centre-ville.

### Routier
Beaucoup de routes importantes passent par la ville. L'A2, qui constitue l'axe Berlin - Varsovie, passe au sud et la S5 contourne la ville par l'est, avant de reprendre au sud-ouest vers Wrocław. Enfin, la S11 contourne la ville par l'ouest, puis reprend au sud-est vers Katowice.

### Tramway
Le tramway de Poznań et le tramway rapide de Poznań circulent dans toutes les parties de la ville.

### Le rail
La gare centrale de Poznań (Poznań Główny) a des connexions avec de nombreuses villes, y compris: Varsovie, Lublin, Łódź, Wrocław, Cracovie, Szczecin, Świnoujście, Kołobrzeg, Gdańsk, Gdynia, Piła, Gniezno, Toruń, Zielona Góra et Berlin.

## Culte
- Archidiocèse de Poznań

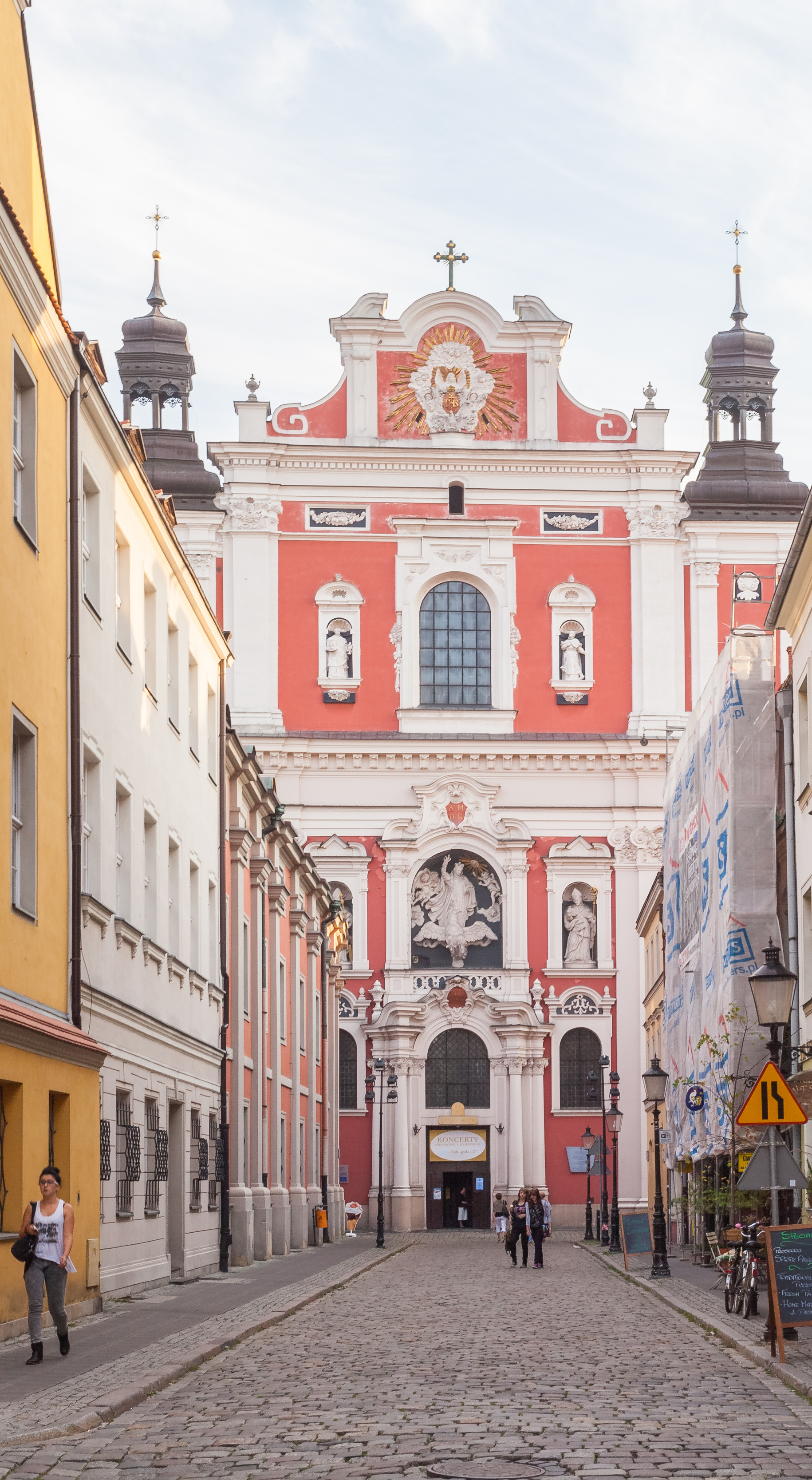
Basilique collégiale de Poznan

- Basilique-archicathédrale Saints-Pierre-et-Paul de Poznań, Ostrów Tumski

## Sport

### Athlétisme
Au mois de mars a lieu une course de 10 kilomètres appelée Recordowa Dziesiątka. Le semi-marathon de Poznań a lieu chaque mois d'avril. Le Wings for Life World Run a lieu chaque mois de mai. Quant au marathon de Poznań, il a lieu chaque année au mois d'octobre.

### Football
En 2003, la ville de Poznań accueille les Jeux mondiaux de la Polonia.
La ville compte deux clubs de football :
- le Lech Poznań, plusieurs fois champion de Pologne dans le championnat de Pologne de football D1 ;
- le Warta Poznań, qui évolue egalement dans le Championnat de Pologne de football D1.

## Personnalités liées à Poznań
- Siemomysł (vers 930 - vers 960), duc des Polanes, père de Mieszko Ier
- Mieszko Ier de Pologne (vers 935 - 992), duc de Pologne
- Dubravka (vers 940 - 977), première épouse de Mieszko Ier, elle fut faite duchesse des Polanes
- Oda von Haldensleben (vers 960 - 1023), seconde épouse de Mieszko Ier, duchesse des Polanes
- Boleslas Ier de Pologne (vers 967 - 1025), fils de Mieszko Ier et de Dubravka, premier souverain couronné roi de Pologne
- Świętosława (968-1014), fille supposée de Mieszko Ier, elle épousa le roi du Danemark, puis le roi de Suède
- Reglindis (vers 989 - 1014), fille de Boleslas Ier de Pologne et d'Emnilda de Lusace, elle épouse Hermann Ier de Misnie et devint magravine de Misnie
- Mieszko II de Pologne (990-1034), roi de Pologne, duc de Pologne
- Oda de Misnie (vers 996 - après 1025), épouse de Boleslas Ier de Pologne, duchesse des Polanes, reine de Pologne
- Otto Bolesławowic (vers 1000 - 1033), fils de Boleslas Ier et de Emnilda de Lusace, duc de Pologne
- Casimir Ier le Restaurateur (1016-1058), duc de Pologne
- Maharal (1512-1609), grand-Rabbin de Prague son nom a été associé à la légende du Golem, célèbre dans la culture juive d'Europe centrale
- Walerian Borowczyk (1923-2006), cinéaste et plasticien.
- Sofía Casanova (1851-1958), première Espagnole à devenir correspondante permanente dans un pays étranger et correspondante de guerre.
- Dezydery Chłapowski (1788-1879), général polonais du Premier Empire
- Sidonie Werner (1860-1932), présidente et cofondatrice de la Ligue des femmes juives
- Jan Czekanowski (1882-1965), anthropologue et ethnographe. Recteur de l'Université de Lwów (1934-1936).
- Eugeniusz Dąbrowa-Dąbrowski (1870-1941), peintre et architecte
- Aleksandra Dunin-Wąsowicz (1932-2015), archéologue, membre de l'Académie polonaise des sciences.
- Arkady Fiedler (1894-1985), écrivain, journaliste, grand voyageur.
- Janusz Głowacki (1938-2017) écrivain, dramaturge, romancier, scénariste et chroniqueur
- Paul von Hindenburg (1847-1934), chef du Grand État-major allemand (1916-1919), deuxième président du Reich (1925-1934).
- Ryszard Grobelny (1964-), ancien maire de Poznań de 1998 à 2014
- Monika Jagaciak, mannequin, née en 1994.
- Anna Jagaciak, athlète née en 1990.
- Anna Jantar (1950-1980), chanteuse
- Günther von Kluge (1882-1944), général allemand sous l'empire, la république de Weimar et le Troisième Reich. Principalement connu pour sa participation à l'invasion de la Pologne et à la bataille de France en 1939 et 1940.
- Germaine Krull (1897-1985), photographe allemande
- Jan Lenica (1928-2001), célèbre affichiste, scénariste, critique d'art, réalisateur de films d'animation.
- Krystyna Łyczywek, née en 1920, photographe, traductrice et journaliste spécialiste de la langue et de la culture française.
- Arthur Liebehenschel (1901-1948), militaire et criminel de guerre nazi, notamment connu pour avoir été le commandant du camp de concentration d'Auschwitz puis du camp d'extermination de Majdanek.
- Samuel Eidels dit le Maharsha (1555–1631), auteur d'un célèbre commentaire sur le Talmud.
- Andrzej Niegolewski (1787-1857), colonel et homme politique polonais. Il s'est illustré à la bataille de Somosierra en 1808.
- Katarzyna Opalińska (1680-1747), reine de Pologne, l'épouse de Stanisław Leszczyński
- Oda Schottmüller (1905-1943), danseuse, sculptrice et résistante au nazisme, morte guillotinée
- Michał Sokolnicki (1760-1816), général polonais ayant servi dans les armées françaises de la Révolution et de l'Empire.
- Józef Toliński (1764-1823), général polonais ayant servi dans les armées françaises de la Révolution et de l'Empire
- Natalia Tułasiewicz (1884-1944), bienheureuse catholique béatifiée par Jean-Paul II.
- Margarete Wittkowski (1910-1974), économiste et femme politique de République démocratique allemande (RDA).
- Hella Hirsch (1921-1943), résistante contre le nazisme, exécutée à la prison de Plotzensee
- Tommy Wiseau, né en 1955, réalisateur, acteur et scénariste américain d'origine polonaise. Auteur du film culte The Room
- Witold Woyda (1939-2008), escrimeur, double champion olympique.
- Szymon Ziółkowski (1976-), champion olympique du lancer du marteau en 2000.
- Kamila Szczawińska (1984-), mannequin

## Villes jumelées

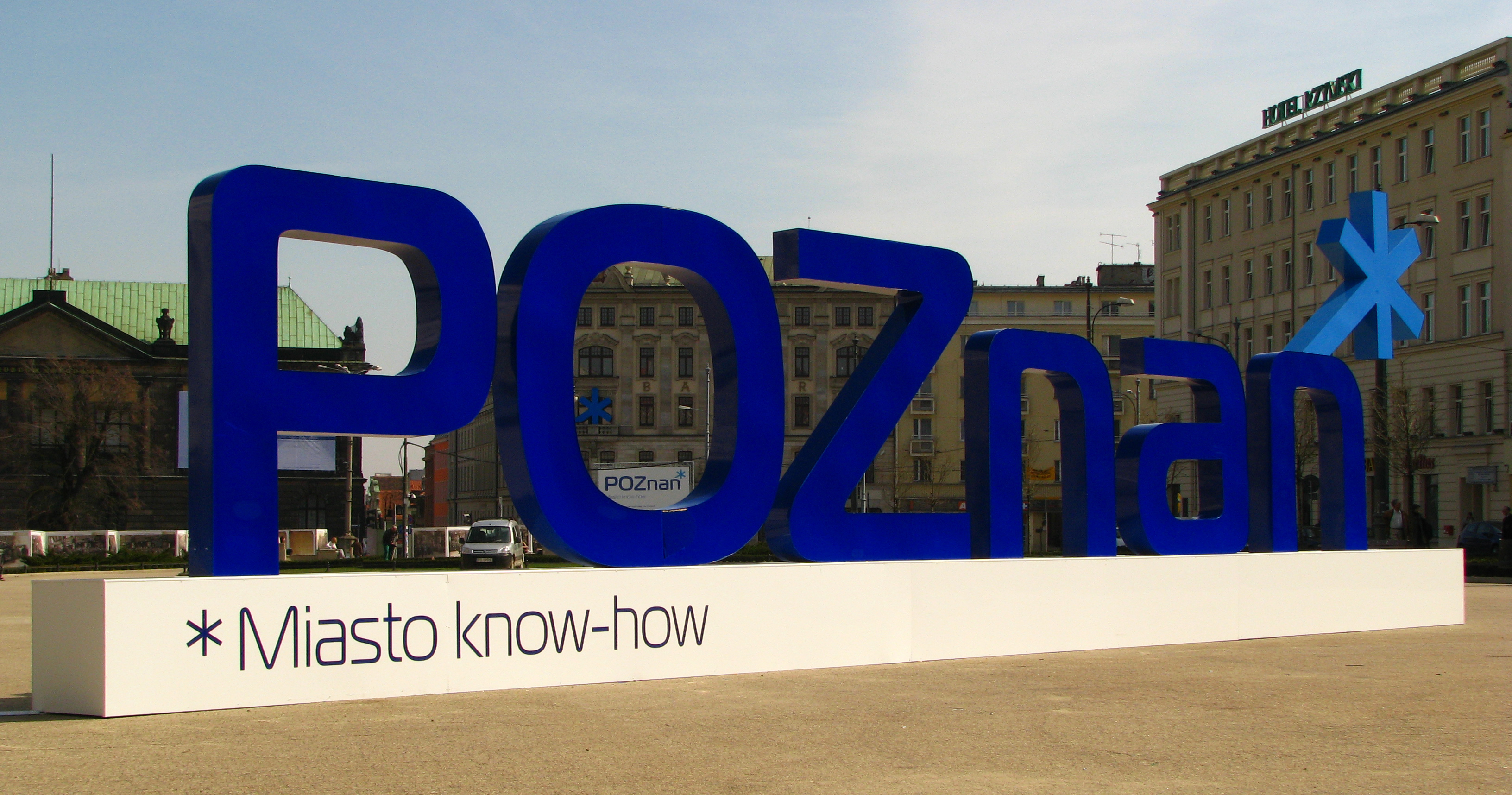
Logo de la ville.

La ville de Poznań est jumelée avec :
- Assen (Pays-Bas) depuis le 22 octobre 1992 ;
- Brno (Tchéquie) depuis le 16 septembre 1966 ;
- Győr (Hongrie) depuis le 23 janvier 2008 ;
- Hanovre (Allemagne) depuis le 29 octobre 1979 ;
- Jyväskylä (Finlande) depuis le 30 juin 1979 ;
- Khouribga (Maroc) ;
- Kharkiv (Ukraine) depuis le 24 septembre 1998 ;
- Naplouse (Palestine) depuis le 22 mai 1997 ;
- Nottinghamshire (Angleterre) depuis le 23 mai 1994 ;
- Pozuelo de Alarcón (Espagne) depuis le 9 octobre 1992 ;
- Razgrad (Bulgarie) ;
- Rennes (France) depuis le 4 avril 1998 ;
- Shenzhen (Chine) depuis le 30 juillet 1993 ;
- Toledo (Ohio) (États-Unis) depuis le 6 avril 1991.